# دان فاريل
دان فاريل (بالإنجليزية: Dan Farrell)‏ هو لاعب هوكي الجليد أمريكي، ولد في 1937 في باري في كندا.